# Backstreet Girls
Backstreet Girls sind eine norwegische Rockband aus Oslo.

## Bandgeschichte
Gegründet wurde die Band 1984 von den Brüderpaaren Tom und Pål Kristensen sowie Bjørn Terje und Hans Petter Baarli zusammen mit Stein Ramberg von den Saturday Cowboys, der aber bereits nach kurzer Zeit wieder ging. Auch Sänger Tom Kristensen verließ die Backstreet Girls bereits vor der ersten, selbst produzierten Veröffentlichung Mental Shakedown, bei der Arne Aarnes zwischenzeitlich den Gesang übernahm. Danach unterschrieben sie bei Polygram und mit dem neuen Sänger Bjørn Müller begann 1988 die erfolgreichste Zeit der Band. Mit dem Album Boogie Till You Puke hatte das Quartett in diesem Jahr seinen Durchbruch und konnte sich erstmals in den norwegischen Charts platzieren. Über 15.000 Exemplare wurden verkauft. Zwei weitere Top-20-Alben sowie die Top-10-Single Gimme Just a Second folgten in den nächsten beiden Jahren. Sie waren die erste Band, die 1991 im neu gebauten Oslo Spektrum spielen durfte.
Dann verließ Müller die Band, um mit Speed of Sound ein eigenes Projekt zu beginnen, und mit ihm ging auch der Erfolg. In den folgenden Jahren wechselten die Sänger und die anderen Mitglieder spielten immer wieder in anderen Produktionen. Das neue Label Warner brachte sie auch nicht voran und nach einem erfolglosen Album wurde die Zusammenarbeit wieder beendet. Nach Müllers Rückkehr 1995 dauerte es weitere vier Jahre bis beim kleinen norwegischen Label FaceFront das Studioalbum Hellway to High erschien, dessen Titel auf ihre Vorbilder AC/DC hinweist. Daneben gab es vor allem Tourneen und Livealben, mit Rose Tattoo, die neben den Ramones und Status Quo ebenfalls zu ihren musikalischen Einflüssen zählen, gingen sie auf Europatournee. Auf dem Album Black Boogie Death Rock n’ Roll von 2002 sind Mitschnitte von Auftritten in Deutschland zu finden.
Pål Kristensen und Bjørn Terje Baarli verließen nach 15 bzw. 22 Jahren Mitgliedschaft bis 2006 die Band, so dass nur noch Gitarrist Petter Baarli von den Gründern übrigblieb. Neben Sänger Müller komplettierten danach Dan André Raaden Hoque, bekannt als Dan Thunderbird, als Bassist und der Schwede Martin H-Son als Schlagzeuger das Line-up. Trotzdem schafften sie 2007 mit dem Album Shake Your Stimulator ein Comeback in die norwegischen Charts, das sie zwei Jahre später mit Just When You Thought Things Couldn’t Get Any Worse … Here’s the Backstreet Girls fortsetzen konnten.

## Diskografie

### Alben
| Jahr | Titel                                                                             | Höchstplatzierung, Gesamtwochen, AuszeichnungChartsChartplatzierungen (Jahr, Titel, Platzierungen, Wochen, Auszeichnungen, Anmerkungen) | Anmerkungen |
| Jahr | Titel                                                                             | NO | Anmerkungen |
| ---- | --------------------------------------------------------------------------------- | --- | ----------- |
| 1988 | Boogie Till You Puke                                                              | NO12 (6 Wo.)NO |             |
| 1989 | Party on Elm Street                                                               | NO15 (2 Wo.)NO |             |
| 1990 | Coming Down Hard                                                                  | NO18 (2 Wo.)NO |             |
| 2007 | Shake Your Stimulator                                                             | NO35 (1 Wo.)NO |             |
| 2009 | Just When You Thought Things Couldn’t Get Any Worse … Here’s the Backstreet Girls | NO21 (1 Wo.)NO |             |
| 2017 | Don’t Mess with My Rock ’n’ Roll                                                  | NO10 (1 Wo.)NO |             |
| 2019 | Normal Is Dangerous                                                               | NO6 (1 Wo.)NO |             |

Weitere Alben
- Mental Shakedown (1986)
- Let’s Have It (1992)
- Live (1993)
- Hellway to High (1999)
- Boogie Till’ You Bleed! (2000, Sampler)
- Tuff Tuff Tuff (2001)
- Christmas Crusher (2001, EP)
- Black Boogie Death Rock n’ Roll (2002)
- Sick My Duck (2003)
- Don’t Fake It Too Long (2008)

### Singles
| Jahr | Titel Album         | Höchstplatzierung, Gesamtwochen, AuszeichnungChartsChartplatzierungen (Jahr, Titel, Album, Platzierungen, Wochen, Auszeichnungen, Anmerkungen) | Anmerkungen |
| Jahr | Titel Album         | NO | Anmerkungen |
| ---- | ------------------- | --- | ----------- |
| 1989 | Gimme Just a Second | NO10 (1 Wo.)NO |             |